# Ghislain Van Olmen
Ghislenus Maria Joannes (Ghislain) Van Olmen (Veerle, 3 juni 1856 – 12 oktober 1920) was een Belgisch notaris, rechter en politicus voor de Katholieke Partij.

## Levensloop
Hij was de zoon van Benedikt Van Olmen, arts en voormalig burgemeester van Veerle. Zelf werd hij actief als hulpgriffier van het vredegerecht van het kanton Brecht, een functie die hij uitoefende van 1883 tot 1888. In 1886 vestigde hij zich daarnaast als zelfstandig notaris in de gemeente Brecht. Van 1988 tot 1896 was hij ten slotte actief als plaatsvervangend vrederechter van het kanton Brecht.
Hij werd politiek actief in 1889 als voorzitter van de Commissie voor Burgerlijke Godshuizen te Brecht, een functie die hij uitoefende tot 1896. Datzelfde jaar trad hij toe tot de gemeenteraad aldaar. Op 9 januari 1896 volgde hij Adrianus Broomans op als burgemeester, een mandaat dat hij zou uitoefenen tot aan zijn dood. Hij werd in deze hoedanigheid opgevolgd door Alfons Lambrechts. Dienstdoend burgemeester in de tussenliggende periode was Frans Wouters. Ook was Van Olmen provincieraadslid van de provincie Antwerpen, een functie die hij uitoefende vanaf 26 juli en ballotage op 2 augustus 1896. Van 12 juni 1900 tot aan zijn dood was hij er tevens secretaris.
Zijn broer Emiel was ook politiek actief. Hij was burgemeester te Veerle en eveneens Antwerps provincieraadslid.